# Carl Otto Nordensvan
Carl Otto Nordensvan, född 7 april 1851 på Marieberg vid Stockholm, död 30 mars 1924 i Stockholm, var en svensk militär och författare inom militärhistoria.
Nordensvan blev i mars 1867 kadett vid krigsskolan och efter officersexamen den 28 november 1868 blev han den 11 december underlöjtnant vid Andra livgardet. Dit återvände han sommaren 1877 som löjtnant av andra klassen och 1888 som kapten. Men 1872 antogs Nordensvan som elev vid Krigshögskolan i Marieberg och fortsatte 1874 som aspirant vid den nyinrättade generalstaben. Där utnämndes han 1877 till löjtnant och 1879 till kapten. Åren 1880–1892 var lärare i krigskonst och krigshistoria vid och 1892–1900 chef för Krigshögskolan. Nordensvan utnämndes 1889 till major vid generalstaben, 1892 till överstelöjtnant i generalstaben, 1896 till överste i armén och 1898 till överste i generalstaben. År 1886 invaldes han i Krigsvetenskapsakademin.
Åren 1900–1911 var Nordensvan chef för Värmlands regemente, varav första året som tillförordnad. Bland annat var det hans ansvar att bevaka gränsen mot Norge under unionsupplösningen 1905, men han tyckte att detta störde utbildningen av värnpliktiga. Han erhöll 1911 avsked med generalmajors grad och tog 1917 avsked ur armén.
Nordensvan var politiskt konservativ och sympatiserade under första världskriget med Tyskland. Efter kriget kritiserade han de hårda villkoren i Versaillesfreden. Han menade också att Sverige borde ingripa på "de vitas" sida i Finska inbördeskriget.
Nordensvan skrev flera böcker som nådde en stor läsekrets och har kallats "sin tids mest uppburne och läste militäre skriftställare". Han skrev också artiklar i tidskrifter (främst Krigsvetenskapsakademins tidskrift, 1881–1911, Illustrerad militärrevy och Det nya Sverige) och medverkade i Nordisk familjebok under signaturen C.O.N.. Han var militär expert åt Nya Dagligt Allehanda. Tillsammans med Osvald Fredrik Kuylenstierna började han 1911 att utge Svensk militär tidskrift. Vid Nordensvans död övertogs tidskriften av Helge Jung, som ändrade namnet till Ny militär tidskrift.
Carl Otto Nordensvan var bror till konstkritikern Georg Nordensvan. De var söner till generalmajoren Otto Nordensvan och Louise Hildegard Roos och sysslingar med konstnären Viktorine Nordensvan. Han var också kusin till Karl Nordenswan som var överstelöjtnant i Finland. Nordenswan är en svensk-finsk adelssläkt sedan 1772 då landskamrerare Johan Alopæus (1731–1811) adlades och antog detta namn. Han var Carl Ottos farfars far. Carl Otto gifte sig 1880 med Ebba Maria Wallenius (1862-1947) och de fick sönerna Arthur Nordensvan (1883-1970, överste) och Gustaf Nordensvan (1890-1967, motorjournalist och far till Maj Samzelius). De skildes 1893 och Carl Otto gifte sig 1904 med Anna Carlsund (1862-1956).
Hans namn förekommer enligt tidens sed oftast som initialerna "C.O." Nordensvan. Svenskt biografiskt lexikon kallar honom enbart "Carl" medan bibliotekskatalogen Libris använder "Carl Otto".

## Skrifter
- (utgivare, tillsammans med Wilhelm Ernst von Krusenstjerna) Handbok för svenska arméns befäl (2 delar, 1879-1880, flera senare upplagor)
- Öfversigt af Rysslands härorganisation (1879)
- Taktiska uppgifter för hemarbete (1884)
- En vandring öfver slagfälten i Sachsen (1886)
- Värnplikten och inskrifningsväsendet (1887)
- Vapenslagens stridssätt (1891)
- Kriget och krigsinrättningarna (1893)
- Studier öfver Mainfälttåget 1866 (1894), om Mainfälttåget
- Fransk-tyska kriget 1870-71 (1895), illustrerad, om fransk-tyska kriget
- Krigarlif (1896), illustrerad
- Finska kriget 1808-09 (1898), illustrerad, om finska kriget, elektronisk utgåva hos Projekt Runeberg
- Nittonde århundradets militära tilldragelser (2 delar, 1899-1900)
- Värmlands regementes historia (ledare af arbetet 1903; ny upplaga av del II 1911), illustrerad
- Svenska armén år 1908 (1906), ett kontroversiellt inlägg i debatten om hur armén borde organiseras efter unionsupplösningen
- Krigföringen i dess olika former (1907)
- 1808. Synpunkter och betraktelser (1908)
- Krigsmakten i Sverige 1860-1910 (1911)
- Svenska armén sådan den är och sådan den kunde vara (1911)
- Utkast till organisation af svenska armén (1912), fortsättning av den föregående, som byggde på Einar af Wirséns Den svenska folkhären
- Finlands dödskamp (1913)
- Det stora världskriget, tillsammans med Valdemar Langlet, (8 delar, 1914-1919)
- Karl XII (1918), om Karl XII
- Världskriget 1914-18 (1922), om första världskriget
- August den starke (1923)
- På väg till Sveriges stormaktsvälde (1924)